# Trykkammer
Et trykkammer er en lukket beholder, hvor en eller flere personer kan sættes under tryk, der er større end det atmosfæriske tryk. Dette bruges blandt andet til behandling af dykkere, der har fået trykfaldssyge, luftemboli eller andre trykrelaterede lidelser.
Trykkamre bruges også til anden form for hyperbar medicin.

## Eksterne links
1. ↑  "Trykkammerbehandling". Arkiveret fra originalen 10. januar 2018. Hentet 7. maj 2020.

- Hyperbar.dk Arkiveret 18. februar 2007 hos  Wayback Machine Forskningsgruppe om dykkersikkerhed hvor flere af forskerne er ansat ved Rigshospitalets trykkammer men Hyperbar.dk har intet med Rigshospitalet at gøre.